# 마이클 캐릭
마이클 애드리언 캐릭(영어: Michael Adrian Carrick, 1981년 7월 28일, 잉글랜드 타인 위어 월센드 ~ )은 잉글랜드의 전 축구 선수, 현 축구 감독으로, 현재 미들즈브러의 감독로 활동하고 있다. 선수 시절 포지션은 중앙 미드필더, 센터백이다.

## 유년기
보이즈 클럽의 16세 이하 팀에서 뛸 때, 잉글랜드 유소년 클럽(England Boy's clube side) 팀의 주장을 맡기도 하였다. 학창 시절에는, 마이클 캐릭은 공격수 포지션에서 축구를 하였다. 웨스트햄에 가서야 미드필더로서 뛰기 시작한 것이었다.

## 클럽 경력

### 웨스트햄 유나이티드 FC
마이클 캐릭은 월센드 중학교, 번사이드 커뮤니티 고등학교(Burnside Community High School)에 다녔다. 1997년에는 (영국의 만 14-16세의 학생들이 보는 자격 시험인) GCSE 시험을 쳤다. 여러 팀으로부터의 스카웃 접촉이 있었다. 월센드 지역 출신의 북동부 스카우트들인 데이브 무니와 빌 깁스에 의해 웨스트햄 유나이티드로 스카우트되었다. 이들 스카우트들은 월센드 유소년 클럽 시절부터 캐릭을 눈여겨 보고 있었다.
1998년, 웨스트햄 유나이티드 유소년 팀에서 캐릭은 프로 선수 생활을 시작하였다. 캐릭은 이 곳의 유소년 축구 학교(youth academy)에 속했다.  1998-99 시즌에는 FA 유스 컵 결승전에 진출하였으며, 이 경기에서 동료이자 떠오르는 스타였던 조 콜과 합작해, 팀의 9-0 승리를 이끌어냈다. 마이클 캐릭은 이 경기에서 코번트리 시티를 상대로 2골을 뽑아내었다.
1999년 8월, 프래포드 시티 FC와의 경기(3-0 승)에서 리오 퍼디낸드의 교체 선수로 나가서, 마이클 캐릭은 첫 성인 무대 데뷔를 기록했다. 이 시즌에서 캐릭은 두번의 임대를 기록했다. 스윈던 타운에서 몇 개월, 버밍엄 시티에서 몇 개월을 임대 선수로 보냈고, 웨스트 햄에서도 몇 경기에 뛰었다. 2000-01 시즌이 되자 마이클 캐릭은 웨스트 햄 FC에서 풀 시즌을 뛰면서 그의 진가를 드러내기 시작한다. PFA 올해의 젊은 선수상의 후보에 오르기도 하였다. (그 해 리버풀 FC의 스티븐 제라드가 그 상을 탔다.)
2002-03 시즌은 마이클 캐릭에게 있어서, 악몽 같은 시즌이었다. 마이클 캐릭은 부상에 시달렸고, 팀인 웨스트 햄은 시즌 종료 후 프리미어 리그에서 강등되어버렸다. 마이클 캐릭은 클럽에 남기로 결정하였고, 다음 해 시즌인 2003-04 시즌에서 챔피언십리그에서 계속하여 뛰었다. 당시 프리미어리그의 다른 여러 팀들이 캐릭에 관심을 보였다. 포츠머스 FC, 아스널 FC, 토트넘 홋스퍼 FC 등이었다. 아스널이 거의 계약을 성사시켰다는 소문이 돌았으나, 파트리크 비에라가 아스널에 잔류하기로 결정하자, 이 일은 없었던 것이 되었다.

### 토트넘 홋스퍼 FC
2004-05 시즌이 시작하기 전, 1부 리그로의 트레이드 움직임이 활발하던 가운데, 약 275만 파운드(£)에 마이클 캐릭은 토트넘 홋스퍼로 이적하였다. 다음 두 시즌 동안 마이클 캐릭은 토트넘 홋스퍼에 많은 공헌을 하였다. 토트넘 홋스퍼는 이 새로 영입한 감독 뿐만 아니라 이 새로 영입한 선수의 덕을 톡톡히 보았다. 홋스퍼의 감독 마르틴 욜의 지도 하에, 캐릭은 2004-05 및 2005-06 시즌 맹활약을 펼치며 명성을 높여 갔다. 이름이 높아지자, 결국 2006년 7월에 이르러 맨체스터가 그를 영입한다.

### 맨체스터 유나이티드 FC
2006년 7월 31일, 마이클 캐릭은 맨체스터 유나이티드 FC로 이적하였다. 맨체스터 유나이티드는 처음에 1000만 파운드(£)를 제시하였으나 거절하였다. 기본 보수 1400만 파운드(£)에, 팀에서의 활약 여부에 따라 추가적으로 1860만 파운드(£)를 주는 조건에 양자는 합의하였다. 이로써 캐릭은 잠정적으로 맨체스터 유나이티드에서 5번째로 몸값이 비싼 선수가 되었다.
캐릭은 맨유의 전임 주장 로이 킨이 달았던, 등번호 16번을 달고 맨유에서 뛰고 있다.
그는 2006년 8월 23일 맨유에서의 데뷔전을 치렀다. 찰턴 애슬레틱 FC와의 원정경기에서 교체선수로 투입된 것이었는데, 이 경기에서 팀은 3-0으로 이겼다. 암스테르담 토너먼트에서 FC 포르투(Porto)와의 경기에서 부상을 당했던 바 있었다. 그는 비카라지 로드(Vicarage road)에서 열린 왓퍼드 FC(Watford)와의 경기에서 첫 선발 선수 출장을 기록하였다. 이 경기에서 맨유가 2-1로 이겼다.
마이클 캐릭은 2006-07 시즌에는 거의 선발 선수로 출장하였다. 그는 12월에 잠깐 부상을 당하기도 했었는데, 이때 그의 중앙 미드필더로서의 "저지선"(holding) 역할은 잠깐 존 오셰이나 대런 플레처가 대신하였다.
캐릭은 2007년 1월 13일 맨유에서의 첫 골을 기록하였다. 올드 트래퍼드에서 열린 애스턴 빌라와의 경기였는데, 3-1로 이긴 경기에서 그가 기록한 골은 맨유의 두 번째 골이었다.
2007년 4월 10일 캐릭은 올드 트래퍼드에서 열린 UEFA 챔피언스리그 AS 로마와의 준준결승에서 맨유가 7-1로 승리할 때 두 개의 중거리 오른발 슛을 골로 성공시켰다. 그가 골을 넣음으로서 맨유가 득점을 시작한 것이었는데, 이 경기에서 이긴 맨유는 준결승에 진출하였다.
2007-08 시즌, 오언 하그리브스가 영입되자, 캐릭 스스로도 그가 이제 확실한 주전 선수이지 않음을 시인하였다.
2007년 캐릭의 부상이 다시 도졌다. UEFA 챔피언스리그 AS 로마와의 경기에서 팔꿈치에 골절을 당한 것이었다. 그는 2007년 11월 3일, 아스널 FC와의 경기에서 안데르송과 교체 투입되며 프리미어리그에 복귀하였다. 이후 잦은 부상으로 몇몇 경기만을 소화하게 된 하그리브스를 제치고 맨체스터 유나이티드의 확고한 주전 선수가 되었다. 그는 시즌 내내 꾸준한 활약으로 팀을 리그와 챔피언스리그 우승의 '더블'의 달성에 공을 세웠다.
2008-09 시즌에는 초반에 발목 부상으로 결장했으나 복귀 후에는 꾸준한 플레이로 그의 영향력은 굳건함을 보여주고 있으며, 2009년 5월 13일 위건 애슬레틱 FC와의 경기에서는 결승골을 터뜨리기도 하였다.
그는 2009-10 시즌에는 최악의 출발을 하였다. 그는 번리 FC와의 2라운드에서 크리스티아누 호날두가 떠난 이후 PK 키커가 되었으나 실축하였고 맨유는 로비 블레이크에게 결승골을 허용하여 승격팀에게 패배하는 굴욕을 맛봤다.
그는 그 후부터 폴 스콜스와 안데르손에게 주전경쟁에서 밀리며 UEFA 챔피언스리그 조별예선 경기나 칼링컵 경기에서만 주로 출전하였고 리그 전반기에서도 선발출전도 거의 하지 못했으며 주로 교체로만 출전하는 모습을 보였다.
그는 12월 6일 웨스트 햄 유나이티드 FC의 경기에서는 맨유의 수비진이 붕괴되자 센터백으로 나서기도 하였고 그 이후에도 VfL 볼프스부르크, 울버햄튼 원더러스 FC, 풀럼 FC와의 경기에서도 센터백으로 출전하였다.그는 후반기에는 경기력이 살아나는 모습을 보였고 안데르손이 부상을 당하자 다시 주전으로 도약하였으나 막판에는 다시 주전에서 밀리고 말았다.
2010-11 시즌에 캐릭은 부상으로 발렌시아 FC와의 챔피언스리그에서 복귀전을 가졌다.
그러나 그는 잘 중용받지 못하였고 에버턴 FC의 잭 로드웰, 토트넘 핫스퍼의 가레스 베일과 트레이드설이 나오며 위기를 맞기도 했으나 폴 스콜스의 부상과 안데르손의 독감으로 인한 결장을 틈타 다시 주전으로 복귀하여 좋은 모습을 보이고 있다.
캐릭은 3월 초에 맨유와 3년 재계약에 합의하였다. 이후 중요한 경기마다 빠짐없이 선발로 출전하였고 팀을 리그 우승과 챔피언스리그 결승에 올려놓는데 큰 공헌을 하였다.
2011-12 시즌에 캐릭의 위상은 지난 시즌 초반과 별반 다를 바가 없었다.
특히 어린 신예 미드필더인 톰 클레버리가 은퇴를 선언한 폴 스콜스의 후계자로 나타나 좋은 활약상을 보여주었고 안데르손이 그의 파트너로 좋은 활약을 하자 그에게 돌아가는 기회는 자연적으로 줄어들게 되었다.
또한 지난 시즌 부상으로 이탈한 대런 플레처까지 복귀하자 캐릭의 자리는 완전히 사라진것처럼 보였다.
그러나 클레버리와 안데르손이 부상으로 아웃되고 플레처가 대장염으로 빠지게 되자 캐릭은 자연스럽게 중용받았으며 다시 주전 미드필더로 뛰기 시작했다. 특히 QPR 원정 경기에서 환상적인 골을 넣었으며 팀의 센터백들이 부상으로 빠지자 센터백 역할까지 무난하게 소화했다.
팀의 미드필더 자원 부족으로 은퇴를 선언했던 스콜스가 다시 복귀하자 캐릭은 스콜스의 파트너로 좋은 활약을 선보였다. 캐릭은 스콜스가 선발 복귀전을 가진 볼튼 원더러스 FC전에서 후반전에 자신의 리그 2호골을 기록하였다.
이후에도 꾸준한 활약상으로 굳건한 주전으로 자리를 잡았다.
2012-13 시즌에 캐릭은 크리스 스몰링, 조니 에반스, 필 존스, 리오 퍼디난드 같은 센터백들이 줄부상으로 빠지게 되자 센터백으로 시즌 초반을 소화했다.
사우스햄튼 FC와의 리그 3라운드 경기에서 중앙 미드필더로 복귀했으며 맨유는 3-2 승리를 거둔다.
캐릭은 갈라타사라이와의 챔피언스리그 32강 1차전에서 시즌 첫 골을 기록하였다.(이 경기 승리로 인해 퍼거슨은 역대 최초로 챔피언스리그 100승을 거둔 감독이 됨) 캐릭은 스콜스와 플레처 ,클레버리 ,안데르손 등의 파트너로 나서며 뛰어난 경기력을 보여주었고 쉬는 경기 없이 대부분의 경기를 소화하여 팀의 간판 미드필더로 자리잡았다.
그는 스토크 시티 FC와의 리그 33라운드 경기에서 전반 4분에 시즌 첫 골을 기록하며 2-0 승리를 이끌었다.
그는 PFA 올해의 선수상 후보도 이름을 올렸으며 PFA 올해의 베스트 일레븐도 최초로 선정되었으며 그의 팀 동료인 다비드 데 헤아, 리오 퍼디난드, 로빈 판 페르시 역시 선정되어 맨유는 최다 선수를 배출하였다.
그는 5월 16일에 맨유 선수들이 선정한 올해의 선수에 선정되었다.
그 후, 캐릭은 14-15 시즌 중, 대런 플레처를 대신하여 팀의 부주장으로 선임되었다.
15-16 시즌이 끝난 후, 캐릭은 맨유와 2017년 6월까지 1년 재계약을 맺었으며, 2017년 1월 3일 오전 2시 15분(한국시간) 영국 런던 스타디움에서 열린 '2016/17 잉글리시 프리미어리그(EPL)' 20라운드 웨스트햄과 치른 원정경기에서 선발 출전해 팀의 2-0 승리에 일조하였으며, 이 날 경기에 출전한 캐릭은 맨유 소속으로 리그 통산 300경기 출전 기록을 세웠다.
16-17 시즌 종료 후, 캐릭은 맨유와 2018년 6월까지 1년 연장 계약을 체결하였으며, 12년 동안 맨유에 몸 담게 되었다. 2017년 6월 4일(한국시각)에 열린 마이클 캐릭 테스티모니얼 매치(캐릭 자선경기)에서 골을 기록하기도 하였다. 2017년 7월 12일(한국시간)에는 에버턴으로 이적한 웨인 루니의 뒤를 이어 맨유의 새로운 주장으로 선임되었다. 하지만, 심장 질환으로 인하여 한 동안 그라운드를 떠난 캐릭은 17-18 시즌 후, 현역 은퇴를 공식 발표하였으며, 2018년 5월 13일(한국시간)에 본인의 마지막 경기인 왓포드와의 리그 최종전에서 주장 완장을 차고, 선발 출전하여 1-0 승리를 이끌어냄으로써 선수 생활을 마무리하였다. 이 날 경기를 끝으로 캐릭은 다음 시즌부터 맨유의 코치를 수행하게 되었다.

## 국가대표팀 경력
마이클 캐릭은 잉글랜드 축구 국가대표팀에 2005년 합류하였다. 이 팀이 미국 투어에 나설 때였다. 2001년에는 잠깐 교체선수로 시합에 나선 적도 있었다.
잉글랜드 축구 국가대표팀 감독, 스벤예란 에릭손은, 마이클 캐릭을, 스콧 파커나 레들리 킹과 같은 미드필더들과 함께 선택적으로 운용할 수 있는 홀딩 미드필더로서 보았다. 2006년 5월 8일 스벤예란 에릭손이 마이클 캐릭을 2006년 FIFA 월드컵 잉글랜드 대표팀 명단에 올렸다. 캐릭은 월드 컵에서 한 경기에 출장하였다. 에콰도르와의 16강 경기였는데, 이 경기에서 잉글랜드가 1-0으로 이겼다. 다음 경기인 포르투갈과의 경기에서는 에콰도르와의 경기에서 라이트 백으로 뛰었던 오언 하그리브스가 그 대신 기용되었다.

## 개인사
캐릭에게는 남동생이 한 명 있다. 이름은 그래임 캐릭이다. 그래임 캐릭은 웨스트 햄 유나이티드에서 축구선수로서 뛰긴 하였으나, 수많은 부상을 당했다. 그는 지금 뉴캐슬 유나이티드의 U-10 아카데미의 코치로서 일하고 있다. 마이클 캐릭은 리사 로헤드와 2007년 6월 16일 결혼하였다. 국가대표 팀 동료인 스티븐 제라드와 게리 네빌이 결혼한 날과 같은 날이었다.

## 우승·수상 경력
- 프리미어리그 우승 : 2006-07, 2007-08, 2008-09, 2010-11, 2012-13
- UEFA 챔피언스리그 우승 : 2007-08
- 커뮤니티 실드 우승 : 2007, 2008, 2010, 2011, 2016
- FIFA 클럽 월드컵 우승 : 2008
- 풋볼 리그 컵 우승 : 2009, 2010, 2017
- FA컵 : 2016
- UEFA 유로파리그 우승: 2017

## 개인
- PFA 올해의 베스트 일레븐 : 2012-2013
- 맨체스터 유나이티드 올해의 선수 : 2013